# Багаторядник Брауна
Багаторядник Брауна (Polystichum braunii) — вид рослин з родини щитникові (Dryopteridaceae). Вид названо на честь Александра Брауна, який розпізнав вид у Шварцвальді, після того як вид був відкритий Спенером.

## Опис
Багаторічна трав'яниста рослина 40–80(100) см заввишки. Діагностична риса: листки відмирають, не шкірясті, темно- або яскраво-зелені, запушені з обох сторін бурими волосками; сегменти 1-го порядку подовжено-ланцетних обрисів, не зігнуті серпоподібно, коротко загострені, сидячі; сегменти 2-го порядку не перекривають один одного, майже всі однакові, тупуваті, по краю пилчасті (кожен зубчик закінчується тоненькою війкою), з невеликим вушком при основі, на дуже коротеньких черешках або сидячі, але не низхідні, біля основи не зливаються. Кореневище пряме або висхідне, коротке, щільно покрите лусками; луски коричневі, лінійні. Спори коричневі. 2n = 164.

## Поширення
Азія: Азербайджан, Вірменія, Грузія, Туреччина, Китай, Японія, Корея, Сибір і Далекий Схід; Європа: Естонія, Латвія, Російська Федерація, Україна, Австрія, Чехія, Німеччина, Угорщина, Польща, Словаччина, Швейцарія, Норвегія, Швеція, Хорватія, Італія, Чорногорія, Румунія, Сербія, Словенія, Франція, Іспанія; Північна Америка — океан. узбережжя: Сен-П'єр і Мікелон, зх. і сх. Канада, сх. США, Аляска. Населяє вологі місця в лісах, затінені або напівзатінені узлісся; 0–2400 м н. р. м. Також культивується.
В Україні зростає на вологих, затінених місцях в лісах — дуже рідко в Карпатах, Розточчі-Опіллі, Правобережному Поліссі, 3х. і Правобережному Лісостепу (ок. Канева). Входить у списки регіонально рідкісних рослин м. Києва, Вінницької, Житомирської, Київської, Львівської, Хмельницької областей.

## Галерея

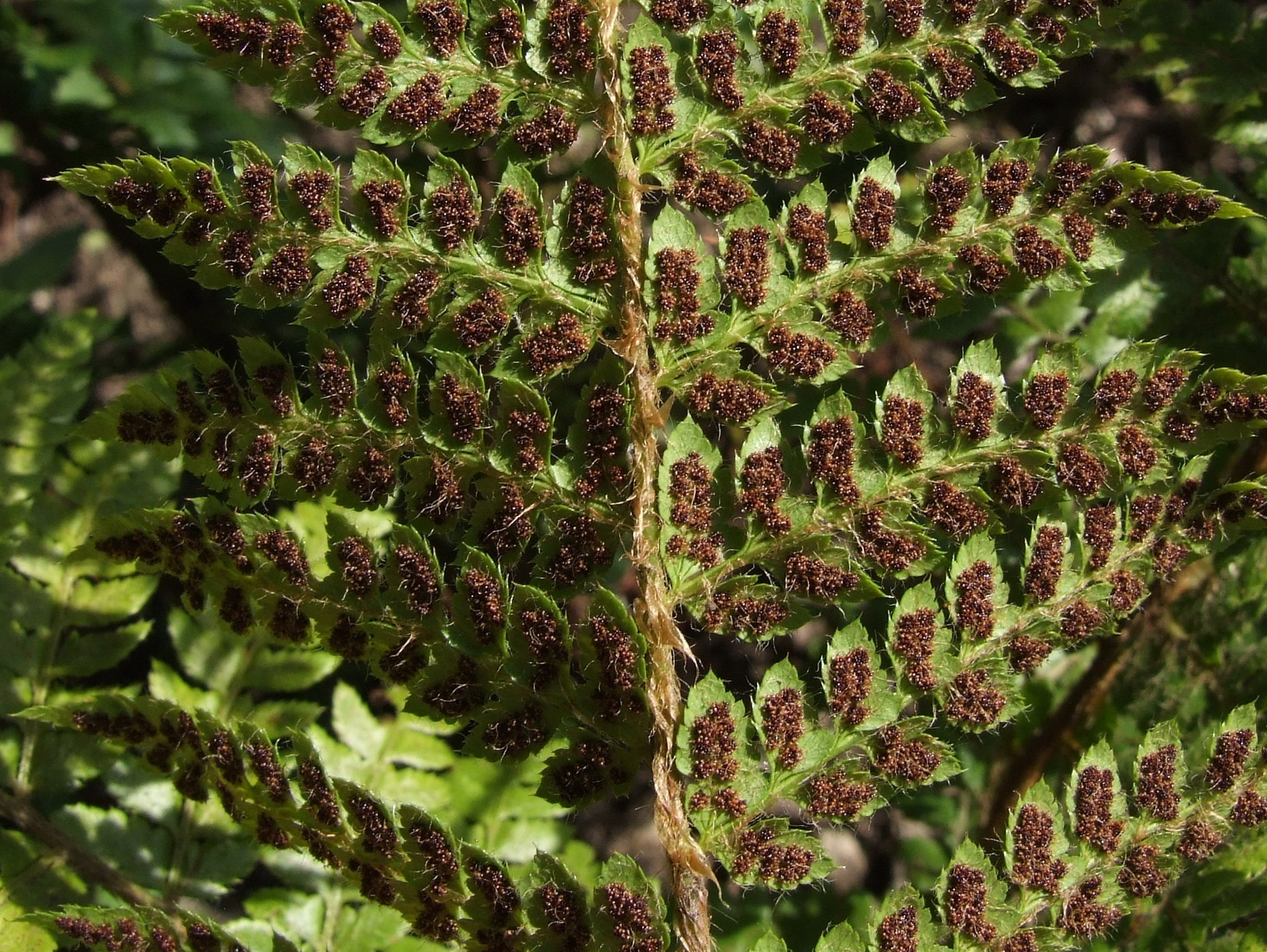
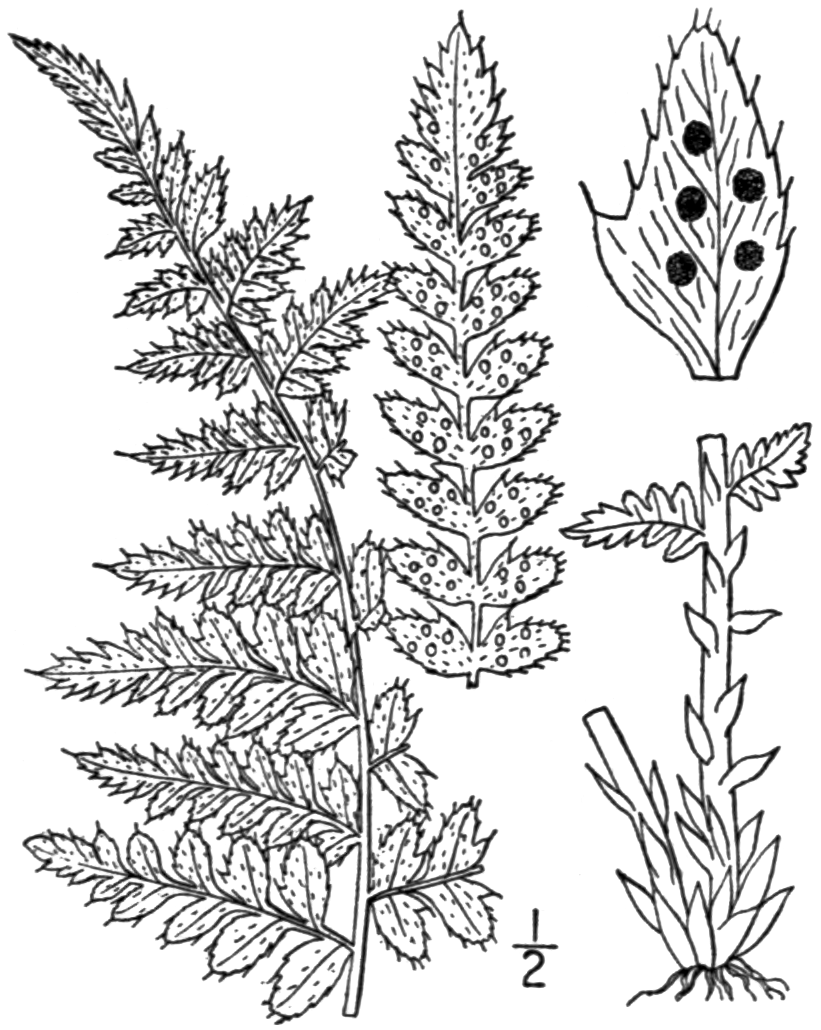